# Ophioglossum
Ophioglossum (gr. "lengua de serpiente") es un género de helechos de la familia Ophioglossaceae, que incluye 25-30  especies de distribución cosmopolita, pero primariamente tropical y subtropical. 

## Descripción
Son llamadas así, debido a sus tallos esporíferos recuerdan a la lengua de una serpiente; pues la planta se divide en dos segmentos (uno fértil y el otro estéril): uno mayor, asimilador; y el otro reproductivo. Típicamente poseen una lámina foliar pequeña, no dividida, con venación pronunciada, y la vara esporal bifurcada del tallo foliar, terminando en esporangios. La planta prosper desde una estructura central, carnosa, con raíces radiales y carnosas. Cuando la lámina foliar está presente, no necesariamente siempre esté la vara esporal, y también puede faltar la foliar, a veces viviendo un año a periodos de varios años bajo el suelo, nutriéndose asociada con hongos del suelo.
Ophioglossum tiene el más alto número de cromosomas de cualquier organismo viviente,  con hasta 1.400 cromosomas.
Y el número promedio es de 1.262.
En comparación, la mayoría de las especies tienen muchas menos cromosomas (por ejemplo, los seres humanos tienen 46).

## Taxonomía
El género fue descrito por Nicholas Edward Brown y publicado en Journal of Botany, British and Foreign 66: 141. 1928.
Etimología
Ophioglossum: nombre genérico que deriva del griego y significa "lengua de serpiente".

## Especies
Ophioglossum austroasiaticum

Ophioglossum azoricum

Ophioglossum californicum

Ophioglossum costatum

Ophioglossum crotalophoroides

Ophioglossum decipiens

Ophioglossum dietrichiae

Ophioglossum dudadae

Ophioglossum ellipticum

Ophioglossum engelmanii

Ophioglossum lusitanicum

Ophioglossum nudicaule

Ophioglossum palmatum

Ophioglossum pedunculosum

Ophioglossum petiolatum

Ophioglossum polyphyllum

Ophioglossum pusillum

Ophioglossum pycnosticum

Ophioglossum reticulatum

Ophioglossum tenerum

Ophioglossum thermale

Ophioglossum vulgatum